# Maasaari (ö i Nyland)
Maasaari är en halvö i Finland. Den ligger i sjön Maikkalanselkä och i kommunen Lojo i den ekonomiska regionen  Helsingfors  och landskapet Nyland, i den södra delen av landet, 50 km väster om huvudstaden Helsingfors.